# Пйотрово (Плоцький повіт)
Пйотрово (пол. Piotrowo) — село в Польщі, у гміні Слупно Плоцького повіту Мазовецького воєводства.
У 1975-1998 роках село належало до Плоцького воєводства.